# Altonaer SV
Der Altonaer SV von 1893 ist einer der ältesten Eissportvereine Deutschlands.

## Eishockey
Der Altonaer SV betreibt Eishockey seit den Anfangsjahren der Sportart in Deutschland. 1931 startete man als Favorit in die erste Norddeutsche Eishockeymeisterschaft, musste aber mit dem zweiten Platz vorlieb nehmen. 1934 nahm der Verein erstmals an der Finalrunde um die Deutsche Meisterschaft teil, welche im Rahmen der Winterkampfspiele des an die NSDAP angeschlossenen Nationalsozialistischen Reichsbund für Leibesübungen in Schierke ausgetragen wurden. Der Verein verpasste dabei allerdings ebenso wie im folgenden Jahr den Meistertitel. 1937 wurde der ASV erneut als Vertreter des Gau Hamburg gemeldet, belegte allerdings in seiner Vorrundengruppe, die vom 2. bis 4. Februar in Krefeld ausgetragen wurde, mit drei Niederlagen nur den vierten und letzten Platz und verpasste somit die Finalrunde. Bei den Titelkämpfen im folgenden Jahr in München schied die Mannschaft ebenfalls mit drei Niederlagen bereits in der Vorrunde aus.
Nach dem Zweiten Weltkrieg spielte der ASV zunächst in den Landesligen, nahm dann allerdings zur Saison 1962/63 den Platz des zurückgezogenen SC Brandenburg in der drittklassigen Gruppenliga ein. In dieser Spielklasse, die ab 1965 den Namen Regionalliga trug, spielte der Altonaer SV bis 1972, zog sich dann allerdings freiwillig vom Spielbetrieb zurück. 1973 nahm der ASV erneut am Spielbetrieb der nun viertklassigen Regionalliga teil und wurde 1976 Meister der Regionalliga Nord mit Claus Speth, ehemals Düsseldorfer EG. 1978 zog sich der ASV aus der Liga zurück und startete nur 1979/80 noch einmal in der Regionalliga.
Nach vielen Jahren in den Landesligen trat der ASV 2003 als Gesamtverein dem Hamburger SV bei, meldete aber bereits 2005 wieder zwei Seniorenmannschaften unter seinem Namen zum Spielbetrieb an, die in der viertklassigen Verbandsliga Nord sowie der fünftklassigen Landesliga Hamburg antraten. 2010 rückte man durch eine Ligenreform in die viertklassige Regionalliga Nord auf, zog sich aber nach einer Spielzeit zurück. Von 2014 bis 2016 spielte man nochmals Regionalliga Nord, zog sich aber erneut zurück. Inzwischen (2020) spielen beide Mannschaften in der Landesliga Nord (sechste Spielklasse).
Ihre Heimspiele tragen die Mannschaften des Altonaer SV im Eisstadion Stellingen im gleichnamigen Stadtteil aus.

### Frauen
Seit 2014 besteht mit den ASV Penguins eine Frauenmannschaft. Sie spielt in der 1. Frauenliga Nord/Ost, der dritthöchsten Spielklasse.

## Eisschnelllauf

### Bekannte Sportler
- Alfred Lauenburg (siebenfacher deutscher Meister in den 1900ern)[2]
- Arthur Vollstedt (vierfacher Deutscher Meister in den 1920ern, Teilnehmer der Olympischen Winterspiele 1928)
- Horst Freese (fünffacher Deutscher Meister 1973 bis 1976)

## Rollhockey
Auch im Rollhockey spielte der Altonaer SV eine gute Rolle. So wurde er 1959 norddeutscher Meister.